# 検見川駅

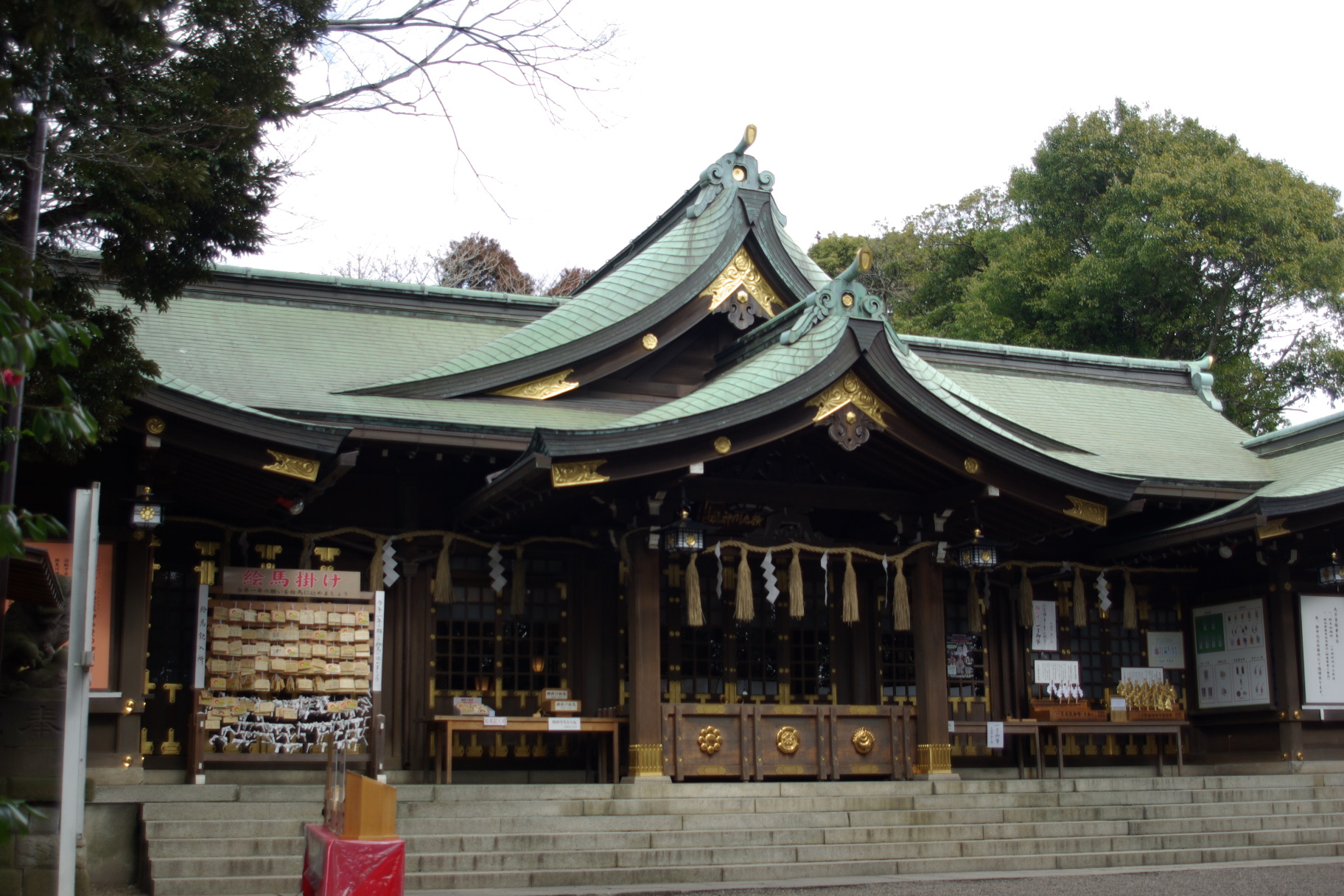
検見川神社

検見川駅（けみがわえき）は、千葉県千葉市花見川区検見川町一丁目にある、京成電鉄千葉線の駅である。駅番号はKS54。

## 歴史
幕張本郷駅 - 京成稲毛駅間はJR総武線と併走して走っている。当駅以外は京成の方が後の開業だが、当駅のみ総武線より先に開業したため、開業時から「京成」は付いておらず、『検見川』が正式な駅名である（区別のためか「京成検見川」と書かれることもある）。一方総武線は1951年（昭和26年）の駅新設時に、当駅が先にあったことから「新」を付けて『新検見川』とした。 
- 1921年（大正10年）7月17日 - 開業。
- 2019年（令和元年） - 駅リニューアル・バリアフリー化工事を実施。

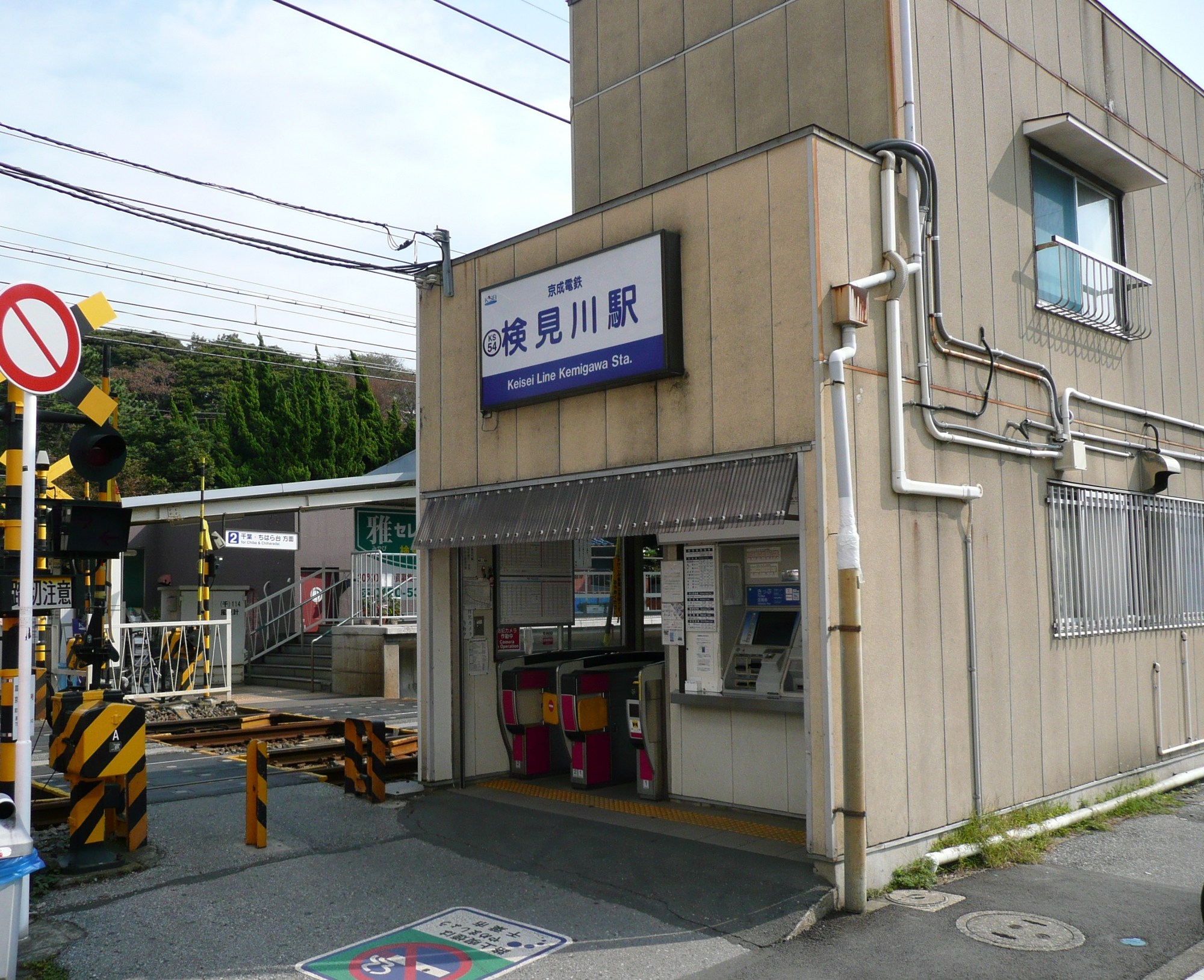
リニューアル前の駅舎（2011年10月）

## 駅構造
相対式ホーム2面2線を有する地上駅。ホーム間には跨線橋がないので、駅構内の踏切を利用することになる。自動改札機は1番線ホーム側に2台設置されている。

### のりば
駅ホームの案内標には、京成千葉線との直通運転の設定がない「成田空港」も行先として表記されている。成田空港方面（京成本線）には京成津田沼駅にて乗換が必要となる。
| 番線 | 路線   | 方向 | 行先                                                           |
| ---- | ------ | ---- | -------------------------------------------------------------- |
| 1    | 千葉線 | 上り | 京成津田沼・京成船橋・日暮里・京成上野・ 成田空港・ 松戸線方面 |
| 2    | 千葉線 | 下り | 京成千葉・ちはら台方面                                         |

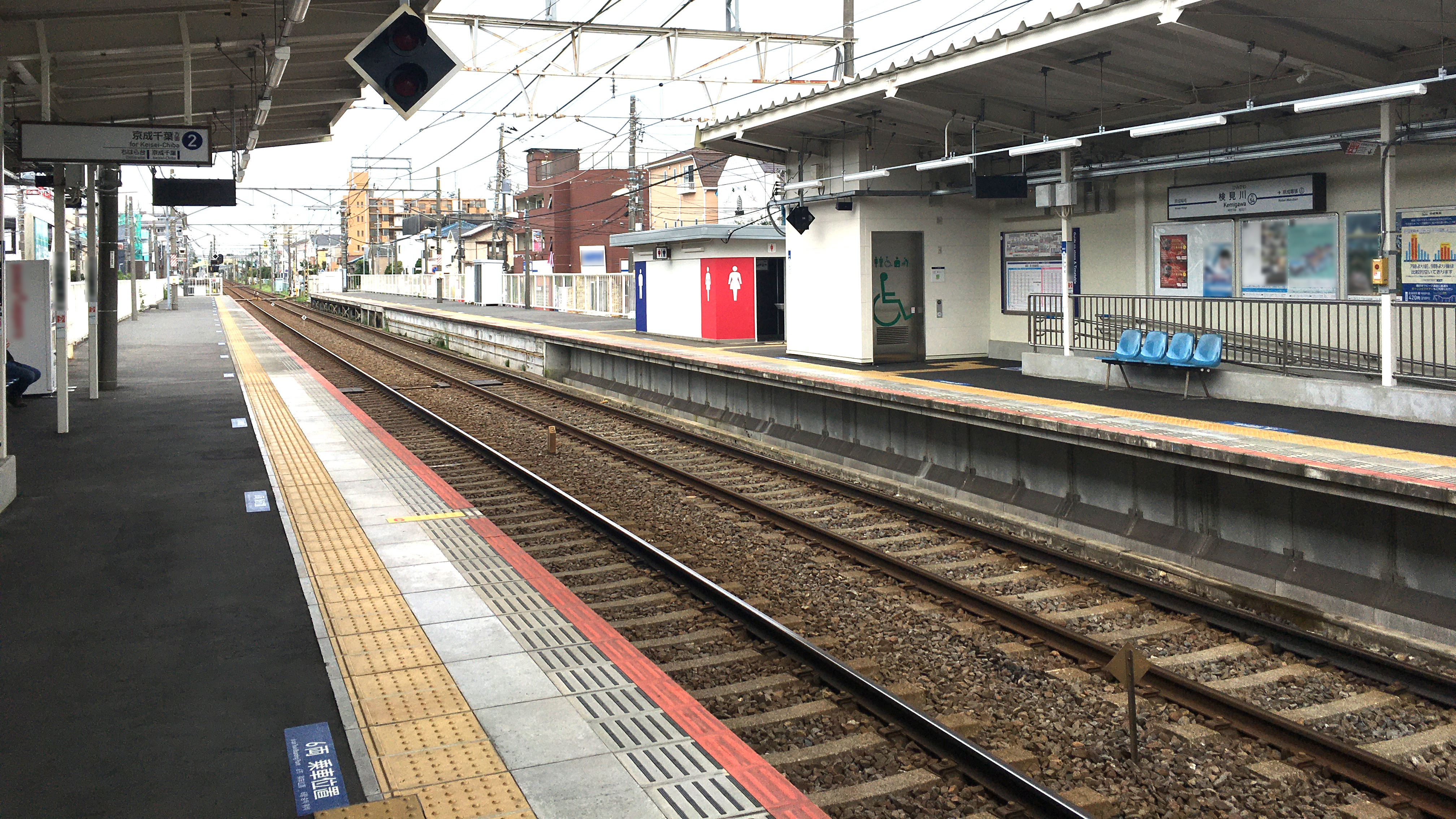
改札側より駅ホーム（2020年7月）
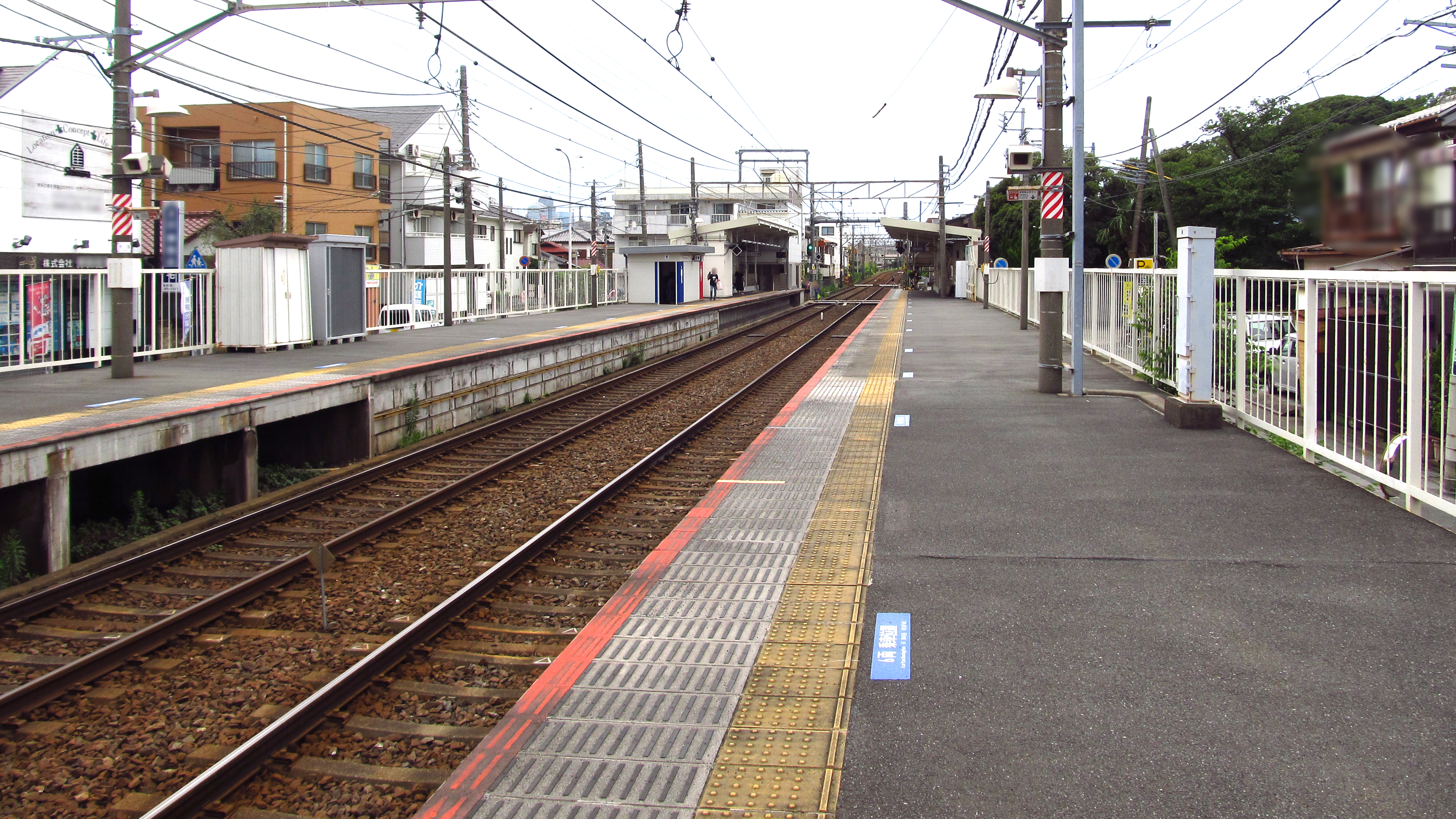
改札反対側より駅ホーム（2020年7月）
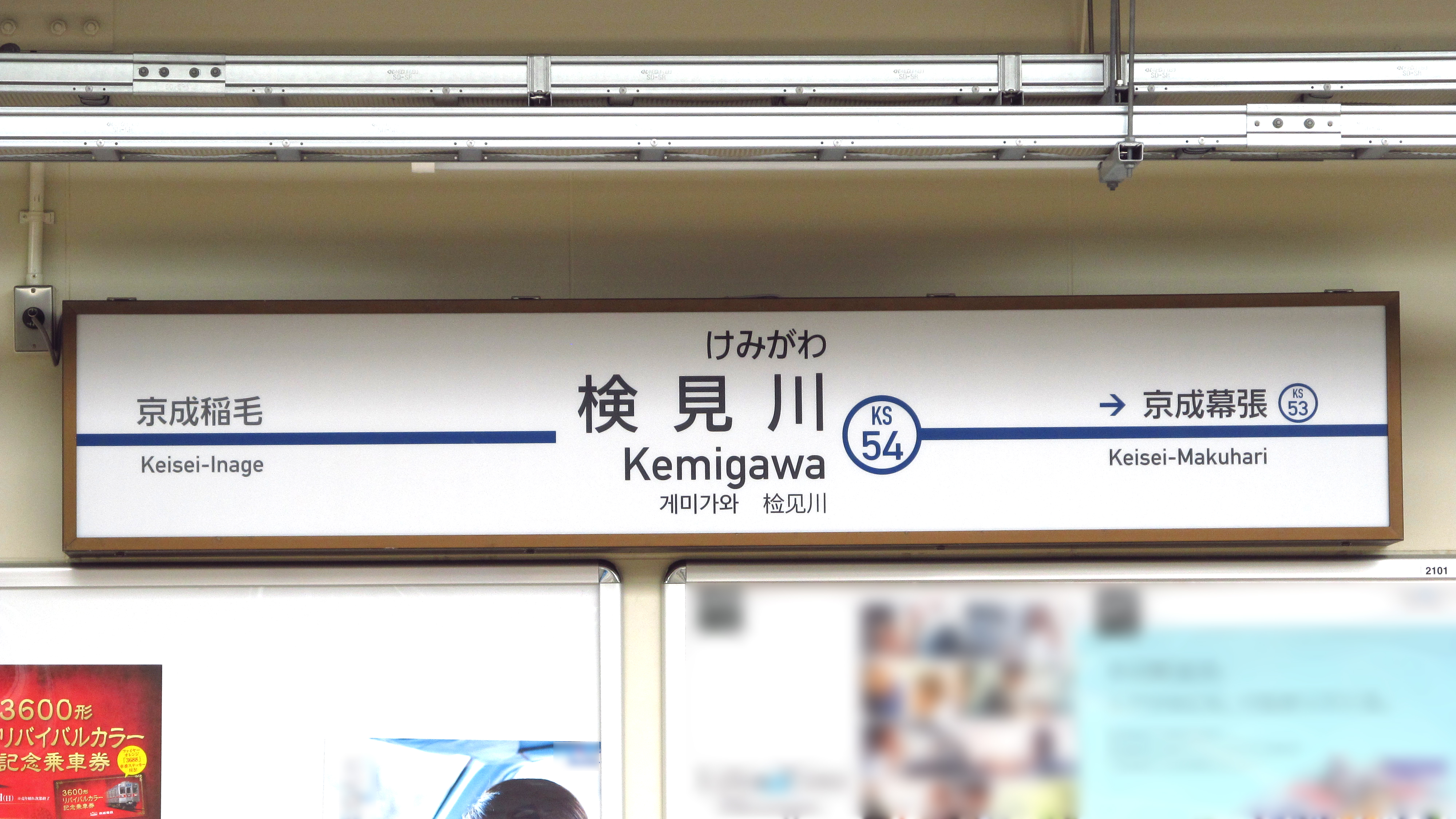
1番線駅名標（2020年7月）
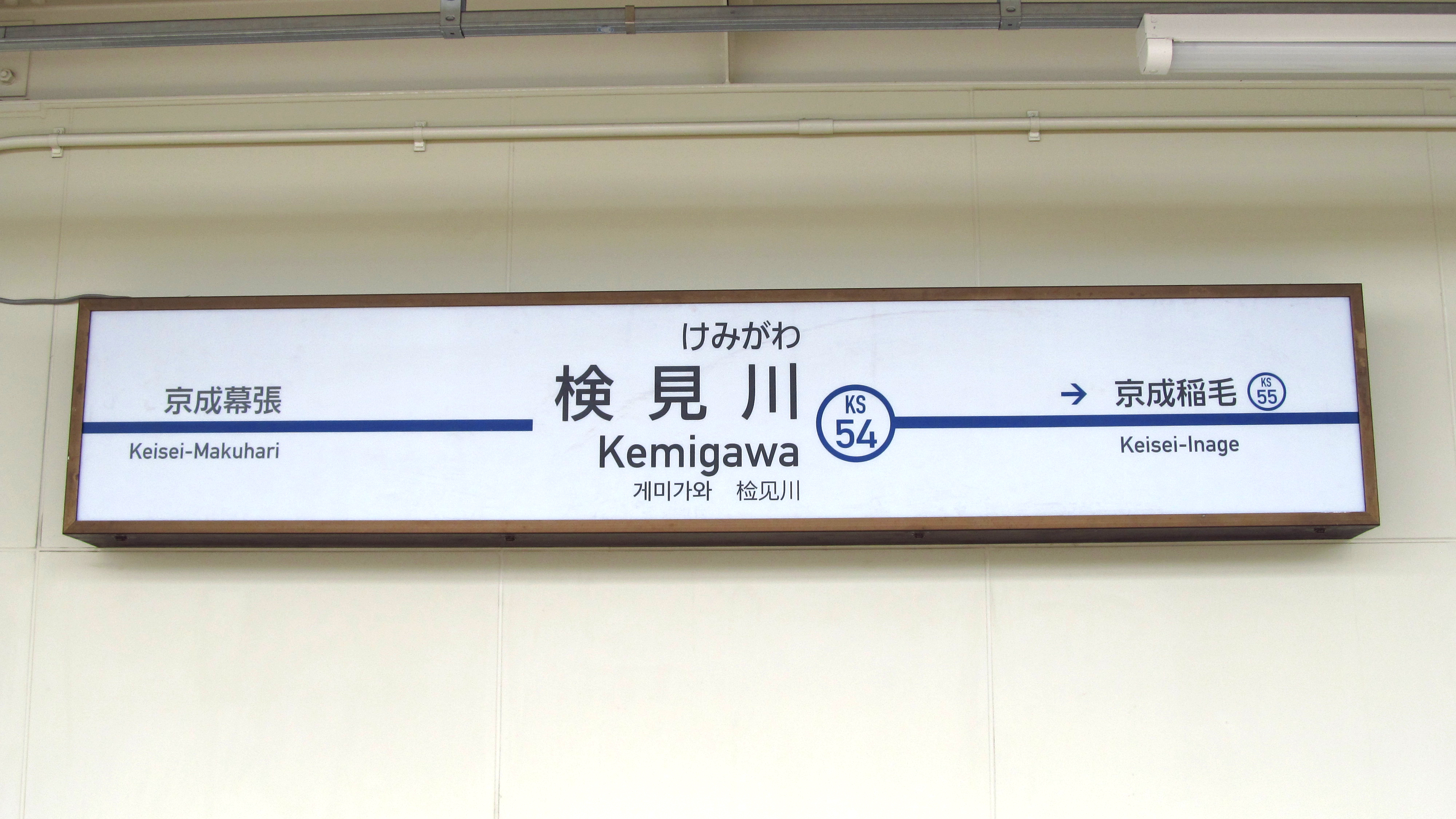
2番線駅名標（2020年7月）

## 利用状況
2024年度の一日平均乗降人員は4,371人である。
近年の推移は下表の通り。年度全体の乗車人員を365（閏日が入る年度は366）で除して1日平均乗車人員を求めている。
| 年度               | 一日平均 乗降人員 | 一日平均 乗車人員 |
| ------------------ | ----------------- | ----------------- |
| 1951年（昭和26年） |                   | 2,078             |
| 1952年（昭和27年） |                   | 1,781             |
| 1953年（昭和28年） |                   | 1,116             |
| 1954年（昭和29年） |                   | 1,070             |
| 1955年（昭和30年） |                   | 1,122             |
| 1956年（昭和31年） |                   | 1,154             |
| 1957年（昭和32年） |                   | 1,259             |
| 1958年（昭和33年） |                   | 1,281             |
| 1959年（昭和34年） |                   | 1,330             |
| 1960年（昭和35年） |                   | 2,561             |
| 1963年（昭和38年） |                   | 2,006             |
| 1964年（昭和39年） |                   | 2,110             |
| 1965年（昭和40年） |                   | 2,030             |
| 1966年（昭和41年） |                   | 1,956             |
| 1967年（昭和42年） |                   | 2,030             |
| 1968年（昭和43年） |                   | 2,232             |
| 1969年（昭和44年） |                   | 2,310             |
| 1970年（昭和45年） |                   | 2,290             |
| 1971年（昭和46年） |                   | 2,219             |
| 1972年（昭和47年） |                   | 2,090             |
| 1973年（昭和48年） |                   | 2,219             |
| 1974年（昭和49年） |                   | 2,422             |
| 2003年（平成15年） | 3,433             | 1,716             |
| 2004年（平成16年） | 3,354             | 1,700             |
| 2005年（平成17年） | 3,358             | 1,705             |
| 2006年（平成18年） | 3,406             | 1,726             |
| 2007年（平成19年） | 3,412             | 1,733             |
| 2008年（平成20年） | 3,516             | 1,783             |
| 2009年（平成21年） | 3,596             | 1,826             |
| 2010年（平成22年） | 3,577             | 1,820             |
| 2011年（平成23年） | 3,525             | 1,789             |
| 2012年（平成24年） | 3,645             | 1,850             |
| 2013年（平成25年） | 3,739             | 1,900             |
| 2014年（平成26年） | 3,751             | 1,907             |
| 2015年（平成27年） | 3,899             | 1,990             |
| 2016年（平成28年） | 3,928             | 2,007             |
| 2017年（平成29年） | 4,022             | 2,055             |
| 2018年（平成30年） | 4,043             | 2,069             |
| 2019年（令和元年） | 4,050             | 2,070             |
| 2020年（令和02年） | 3,202             | 1,636             |
| 2021年（令和03年） | 3,588             | 1,837             |
| 2022年（令和04年） | 3,880             | 1,988             |
| 2023年（令和05年） | 4,112             | 2,108             |
| 2024年（令和06年） | 4,371             | 2,244             |

## 駅周辺

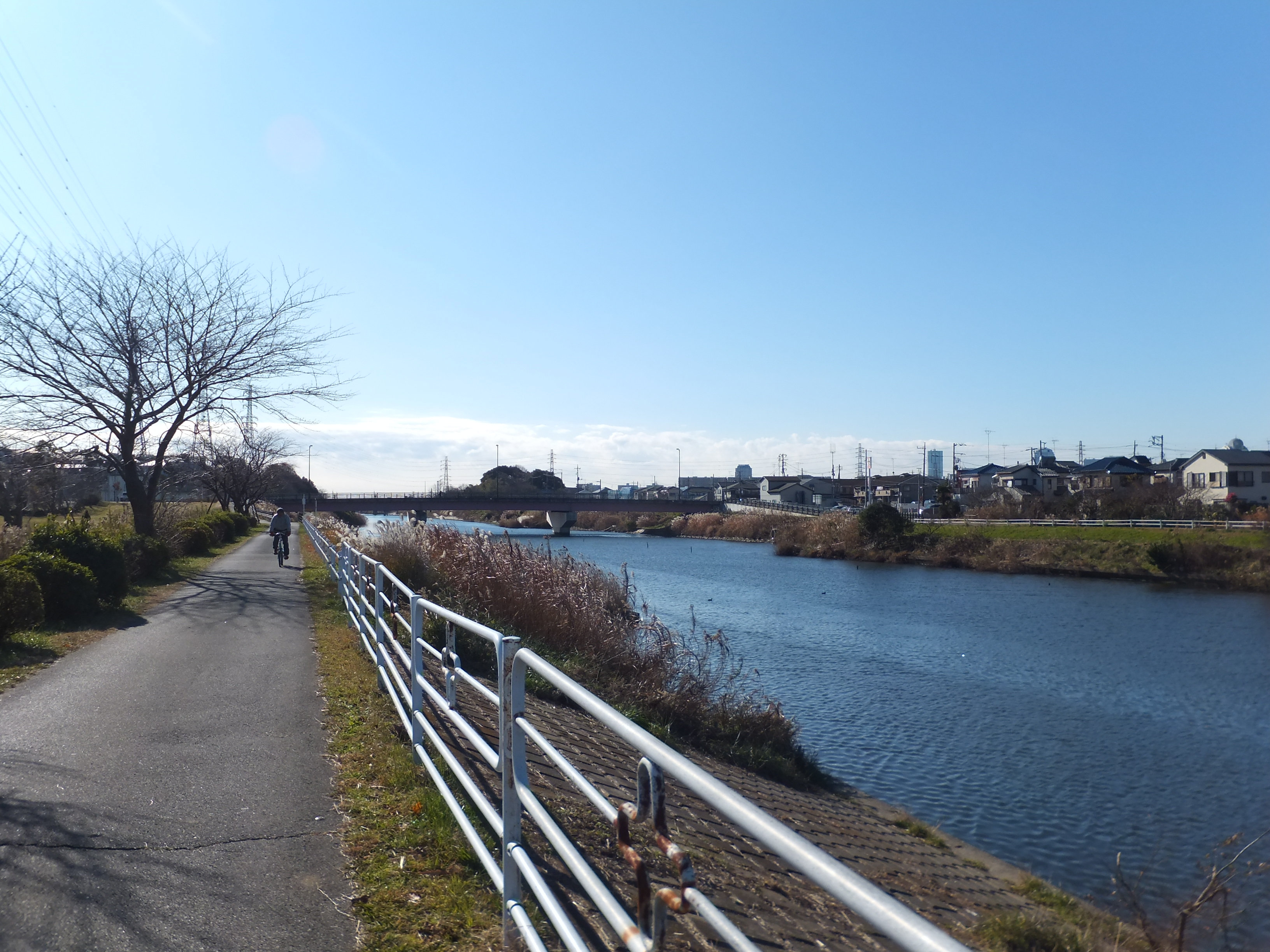
花見川

JR総武本線の新検見川駅までは約600メートル（徒歩約5分程度）、JR京葉線検見川浜駅までは約2キロメートル（徒歩約30分程度）の場所に位置する。新検見川駅から検見川浜駅まで路線バスが頻繁に運行されており、そちらの利用が一般的である。駅南側には東関東自動車道（湾岸千葉インターチェンジ）、国道14号（千葉街道）、国道357号（東京湾岸道路）が通る。国道14号（千葉街道）を越えた先からは美浜区に入り、大規模な住宅団地や埋立地が広がる。駅西側には花見川が流れる。

### 北側

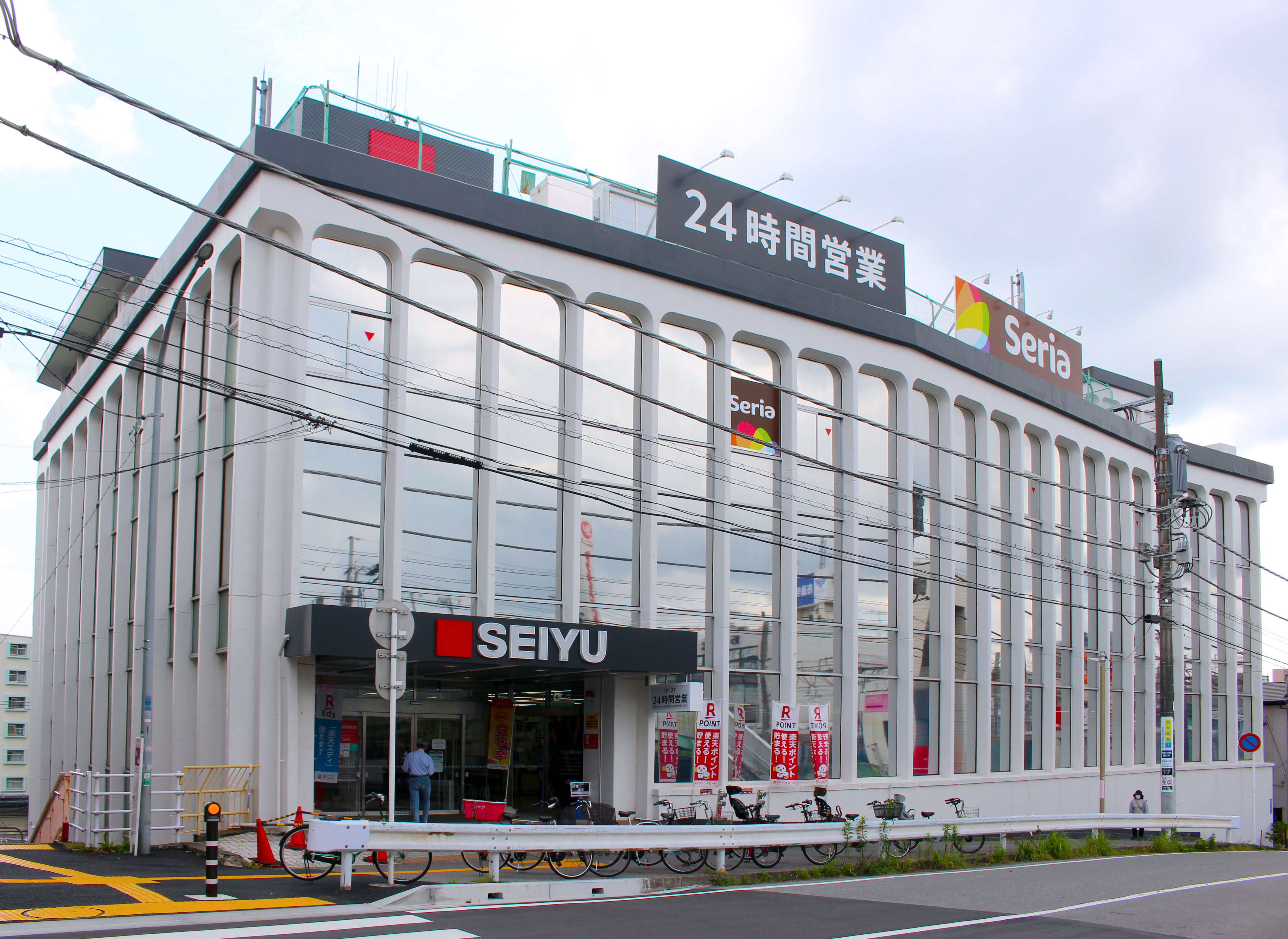
西友 新検見川店

- 西友 新検見川店
- 検見川神社
- 清水代公園
- 新検見川公園

### 南側
- 千葉市検見川公民館
- 千葉市検見川稲毛土地区画整理事業所
- 千葉市立検見川小学校
- 千葉検見川郵便局
- 千葉信用金庫 検見川出張所
- くすりの福太郎 新検見川店
- 河内屋菓子店 本店
- マツヤ 本店（金物店）
- 検見川無線グラウンド
- 検見川送信所

## 隣の駅
京成電鉄
 千葉線
京成幕張駅 (KS53) - 検見川駅 (KS54) - 京成稲毛駅 (KS55)

#### 利用状況
京成電鉄の1日平均利用客数
1. 1 2 3 4  京成電鉄株式会社. “駅別乗降人員（2024年度1日平均）” (pdf). 2025年5月5日閲覧。
2. ↑  京成電鉄株式会社. “駅別乗降人員（平成26年度1日平均）” (pdf). 2016年4月3日時点のオリジナルよりアーカイブ。2023年7月8日閲覧。
3. ↑  京成電鉄株式会社. “駅別乗降人員（平成27年度1日平均）” (pdf). 2016年10月11日時点のオリジナルよりアーカイブ。2023年7月8日閲覧。
4. ↑  京成電鉄株式会社. “駅別乗降人員（平成28年度1日平均）”. 2018年2月23日時点のオリジナルよりアーカイブ。2023年7月8日閲覧。
5. 1 2  京成電鉄株式会社. “駅別乗降人員（2017年度1日平均）” (pdf). 2020年6月13日時点のオリジナルよりアーカイブ。2023年7月8日閲覧。
6. 1 2  京成電鉄株式会社. “駅別乗降人員（2018年度1日平均）” (pdf). 2020年6月13日時点のオリジナルよりアーカイブ。2023年7月8日閲覧。
7. 1 2  京成電鉄株式会社. “駅別乗降人員（2019年度1日平均）” (pdf). 2020年6月13日時点のオリジナルよりアーカイブ。2023年7月8日閲覧。
8. 1 2  京成電鉄株式会社. “駅別乗降人員（2020年度1日平均）” (pdf). 2023年4月5日時点のオリジナルよりアーカイブ。2023年7月8日閲覧。
9. 1 2  京成電鉄株式会社. “駅別乗降人員（2021年度）” (PDF) (JP). 2022年5月16日時点のオリジナルよりアーカイブ。2023年7月8日閲覧。
10. 1 2  京成電鉄株式会社. “駅別乗降人員（2022年度1日平均）” (pdf). 2023年7月8日閲覧。
11. 1 2  京成電鉄株式会社. “駅別乗降人員（2023年度1日平均）” (pdf). 2025年5月5日閲覧。

千葉県統計年鑑
千葉市勢要覧・千葉市統計書
1. ↑  昭和27年版
2. ↑  昭和28年版
3. ↑  昭和29年版
4. 1 2 3 4 5 6  昭和34年版
5. ↑  昭和35年版
6. 1 2  昭和39年版
7. 1 2 3  昭和45年版
8. 1 2 3 4  昭和48年版
9. 1 2 3  昭和52年版
10. 1 2 3 4 5  平成20年度
11. 1 2 3 4  平成24年度
12. ↑  平成25年、平成27年7月25日閲覧
13. ↑  平成26年度版